# Minthodes atra
Minthodes atra là một loài ruồi trong họ Tachinidae.